# Stord Lufthavn
Stord Lufthavn, Sørstokken (nynorsk: Stord lufthamn, Sørstokken, IATA: SRP, ICAO: ENSO) er en lufthavn på den vestlige side af øen Stord i Hordaland fylke i Norge. Lufthavnen åbnede i 1985 med en landingsbane på 1080 meter. Landingsbanen blev senere udvidet til 1460 meter. En ny terminal blev åbnet i august 2001. Stord Kommune ejer 79 procent af Stord lufthamn, Hordaland fylke ejer resten.

## Destinationer
|         | Flyselskab           | Destinationer |
| ------- | -------------------- | ------------- |
| Danmark | Danish Air Transport | Oslo          |

## Ulykker
- I 1987 var der et uheld på et Beechcraft King Air B200 fra den norske charterflyselskab Partnair. Flyet fik derefter brudt landingshjul ved landing og skred ned ad landingsbanen. Årsagen var, at piloten vilde gøre en kort landing på lufthavnen.
- 1998 blev ni mennesker dræbt efter at et Cessna 402 fly styrtede ned i skoven 300 meter fra landingsbanen.
- 10. oktober 2006 blev fire mennesker dræbt, da Atlantic Airways Flight 670, en BAe 146-200A (REG OY-CRG) med 16 passagerer om bord tog fuld fyr, når det kørte væk fra landingsbanen. Flyet var chartret af Aker Kværner og ville transportere passagerer til Ormen Lange-feltet.

59°47′34″N 5°20′23″Ø / 59.79278°N 5.33972°Ø